# 油爆双脆

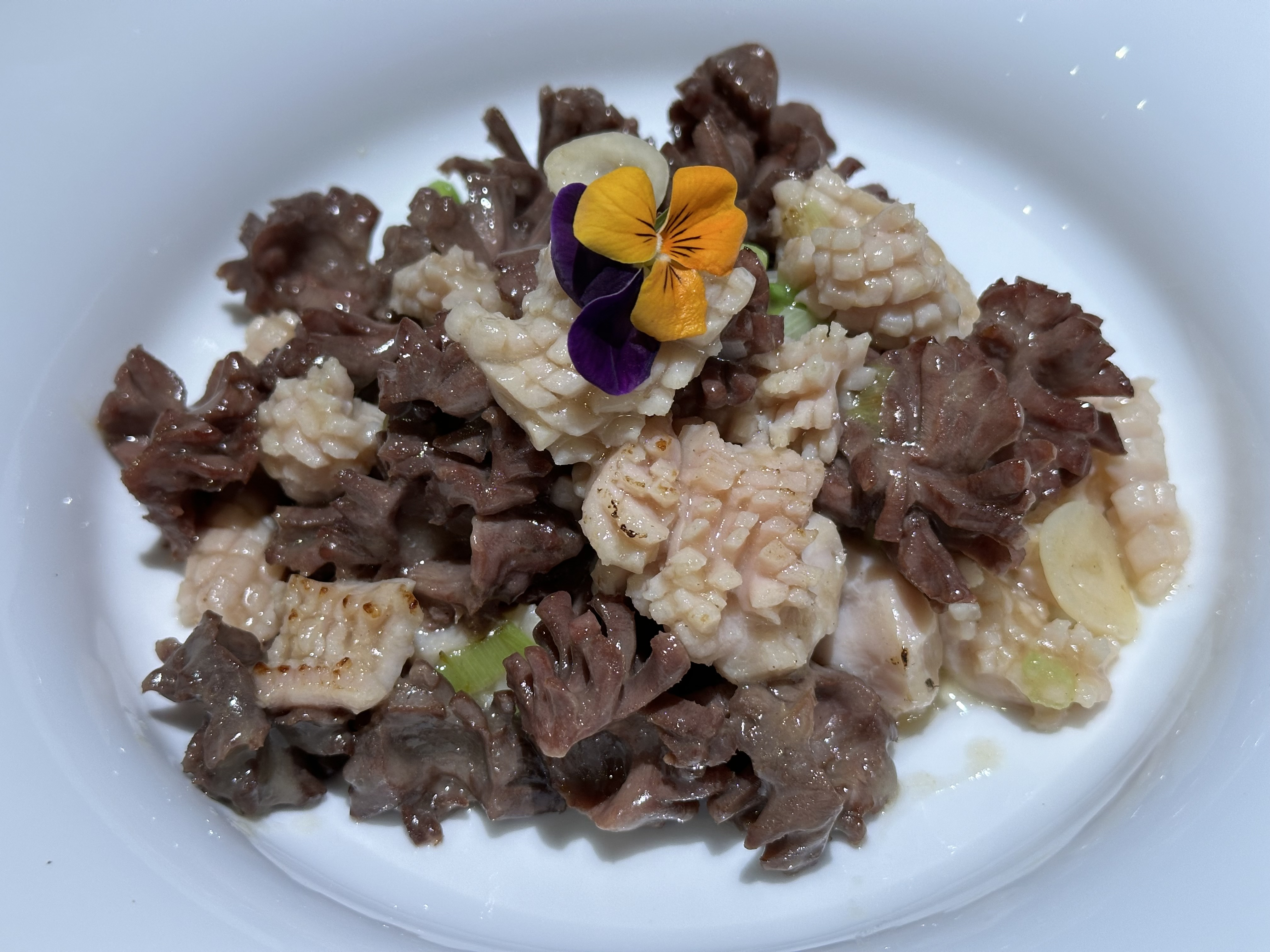
油爆双脆

油爆双脆是一道经典鲁菜，因选用猪肚和雞胗（或鸭胗）两样主料、成菜口感脆嫩而得名。
相传油爆双脆始于清代中期，食材讲究，选用肥厚的三层猪肚头，去除上下两层，只用中间一层肚仁，鸡胗去除表皮、只用内芯。除选料外，此菜还讲究刀工精细、旺火速成，是中國菜中对火候的要求最为苛刻的菜肴之一，原名“爆双片”，后改名为“油爆双脆”。袁枚的《随园食单》和梁实秋的《雅舍谈吃》中对此菜均给予高度赞誉。